# Латинска църква (Корошища)
Латинската църква (на македонска литературна норма: Латинска црква) е старохристиянски храм край разположеното в Стружкото поле село Корошища, община Струга, Северна Македония. Обектът представлява сакрален обект от късноантично време. Намира се на около 1 km южно от селото. Видими са основите на сграда. По повърхността на мястото са открити фрагменти от мраморна пластика.